# Zelfcoup

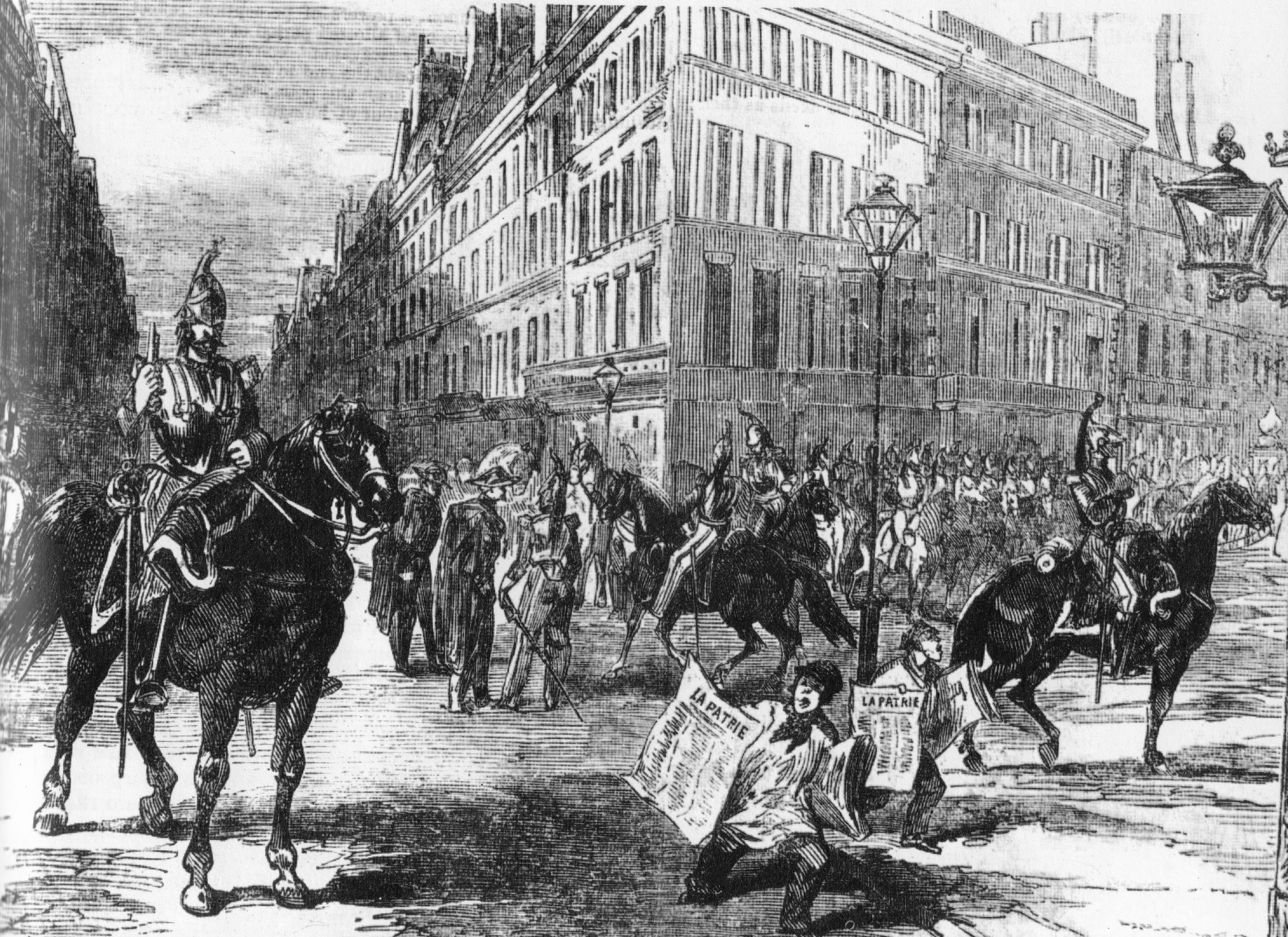
Cavalerie in de straten van Parijs tijdens de staatsgreep van 2 december 1851, waarbij de democratisch verkozen Franse president Napoleon III dictatoriale machten greep. Een jaar later werd hij gekroond tot keizer van het Tweede Franse Keizerrijk.

Een zelfcoup (ook wel autocoup, van het Spaanse autogolpe) is een vorm van staatsgreep waarbij de leider van een land, hoewel hij of zij langs legitieme wegen aan de macht is gekomen, de volksvertegenwoordiging ontbindt of buiten de macht stelt en buitengewone bevoegdheden aanneemt die onder normale omstandigheden niet aan diens ambt worden toebedeeld. Andere maatregelen die de leider kan nemen zijn het ongeldig verklaren van de grondwet, de rechterlijke macht opschorten en dictatoriale machten aannemen.

## Voorbeelden
- 1851: staatsgreep van Napoleon III in Frankrijk
- 1933: Gleichschaltung in nazi-Duitsland
- 1993: constitutionele crisis in Guatemala[1]